# August Eskelinen
August „Aku“ Eskelinen (* 16. Juli 1898 in Iisalmi; † 10. Juni 1987 ebenda) war ein finnischer Skisportler.
Eskelinen war bei den Olympischen Winterspielen 1924 als Soldat Teilnehmer der finnischen Mannschaft beim Militärpatrouillenlauf und gewann zusammen mit Heikki Hirvonen, Wäinö Bremer und Martti Lappalainen die Silbermedaille.